# Marco Scaramellini
Marco Scaramellini (Chiavenna, 15 ottobre 1965) è un politico e ingegnere italiano, sindaco di Sondrio dal 26 giugno 2018.

## Biografia
Figlio di Egidio Scaramellini, nasce a Chiavenna, in provincia di Sondrio, nel 1965. Verso la fine degli anni '80 frequenta il Politecnico di Milano, dove si laurea in ingegneria civile nel 1990. Successivamente si iscrive all'Ordine Professionale degli ingegneri della Provincia di Sondrio e dopo essersi iscritto anche all'Albo dei collaudatori della Regione Lombardia, dal 1996 al 2007 diventa cultore della materia urbanistica presso il Dipartimento di architettura e pianificazione del Politecnico di Milano.
Nel 2018 si candida alla carica di sindaco di Sondrio appoggiato da una coalizione di centro-destra formata da Lega, Forza Italia, Fratelli d'Italia e tre liste civiche. Dopo aver prevalso al primo turno delle elezioni, vince anche il ballottaggio del 24 giugno con il 60,37% delle preferenze, imponendosi sul candidato di centro-sinistra Nicola Giugni. Ricandidato nel 2023, viene rieletto al primo turno con il 57,86% dei voti contro lo sfidante di centro-sinistra Simone Del Curto.